# Litsea lakshmammaniana
Litsea lakshmammaniana är en lagerväxtart som beskrevs av K.R. Keshava Murthy & S.N. Yoganarasimhan. Litsea lakshmammaniana ingår i släktet Litsea och familjen lagerväxter. Inga underarter finns listade i Catalogue of Life.